# Croix de carrefour

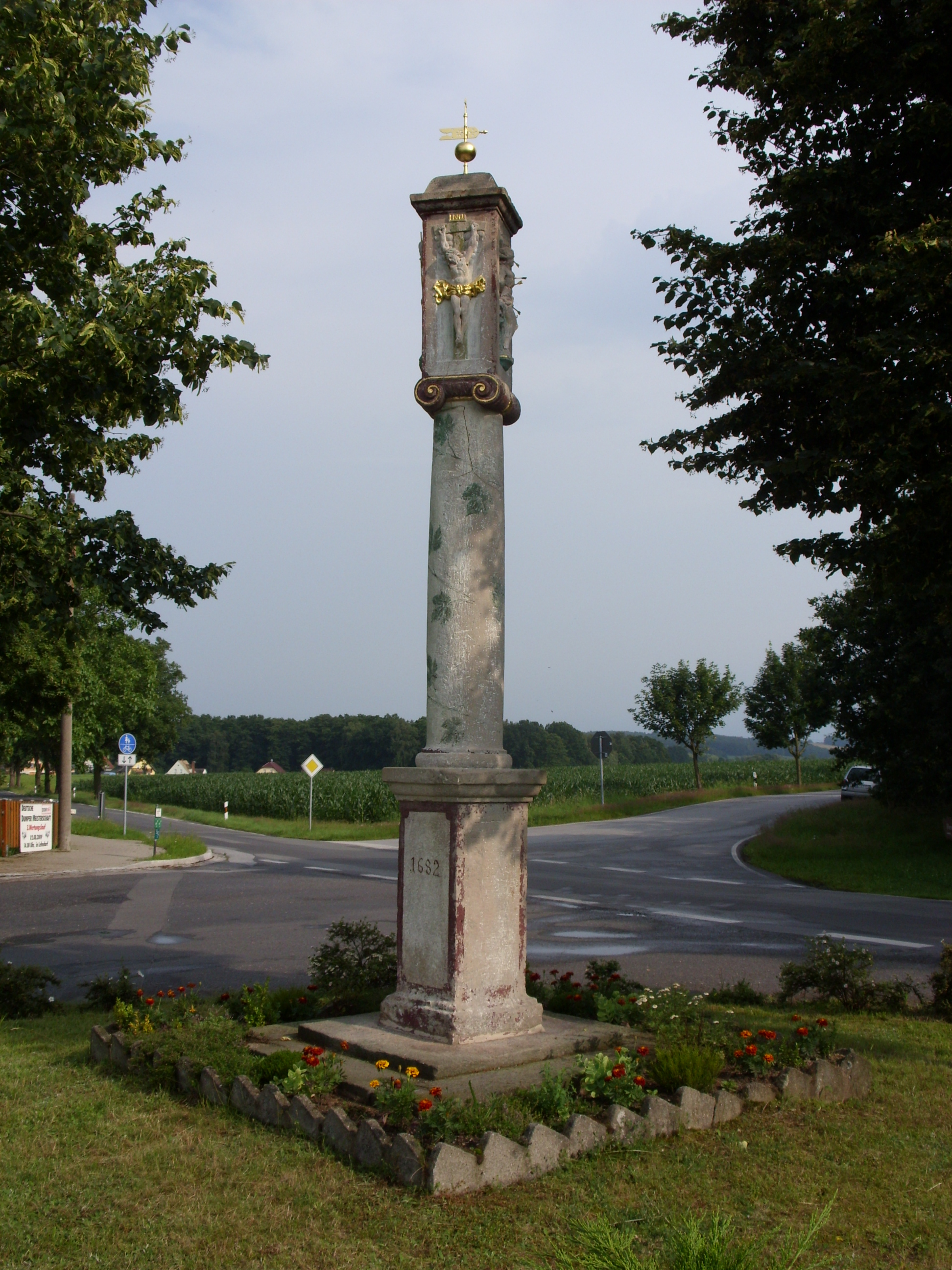
Croix de carrefour dans la Saxe en Allemagne.

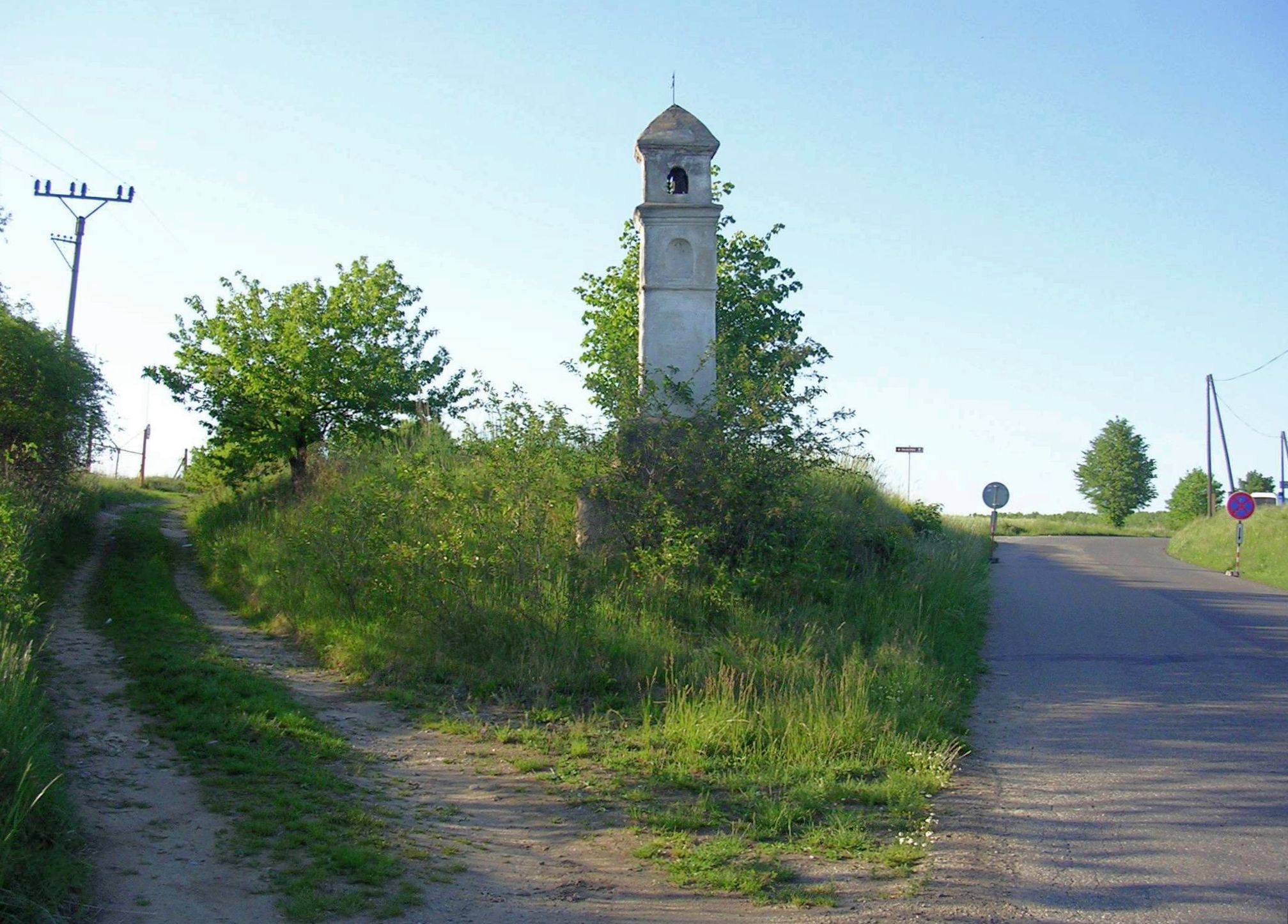
Bildstock en Tchéquie.

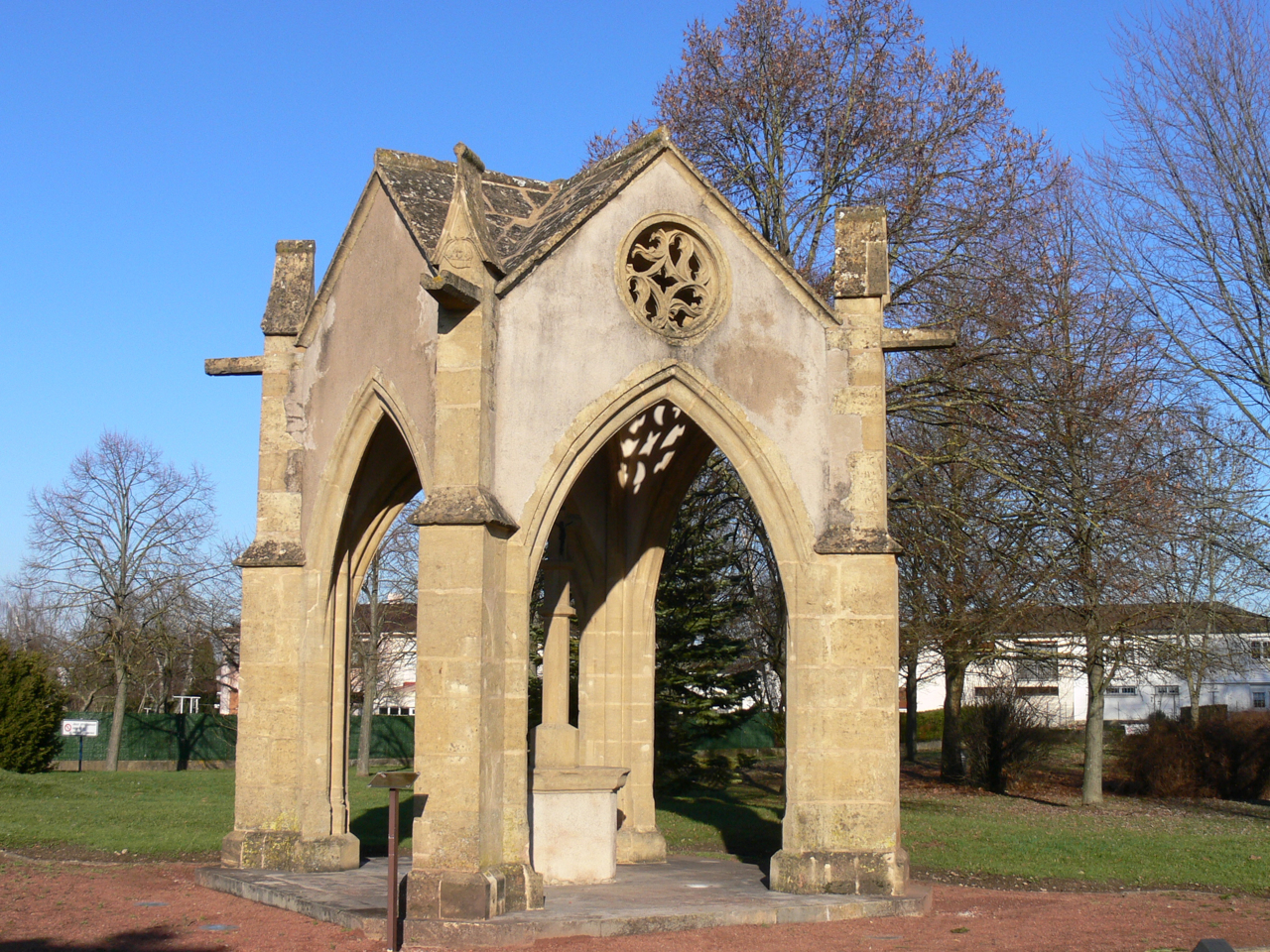
croix couverte : La Belle-Croix d'Hauconcourt à Ennery (Moselle).

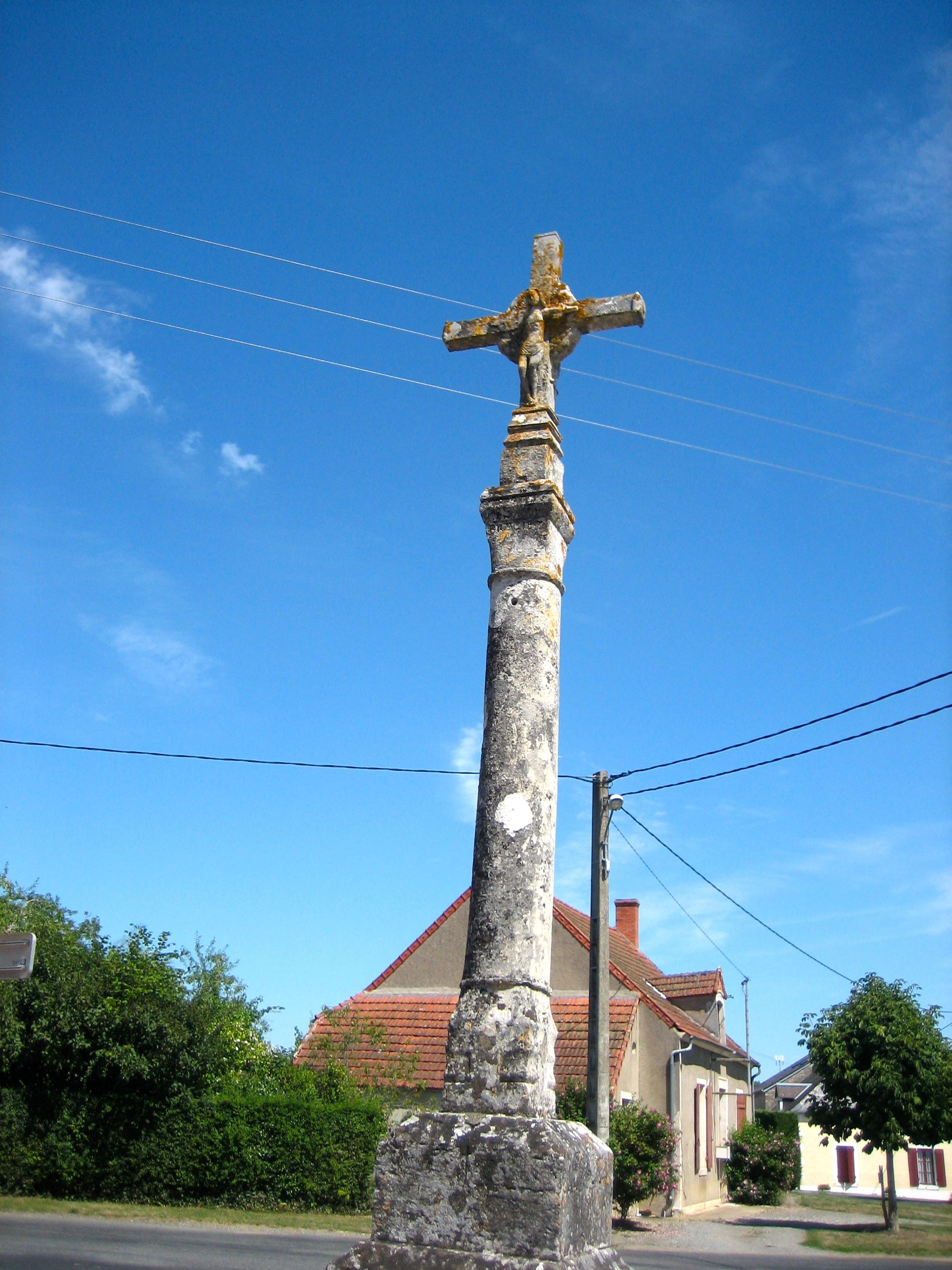
Croix de carrefour à La Celle-Condé, dans le Cher.

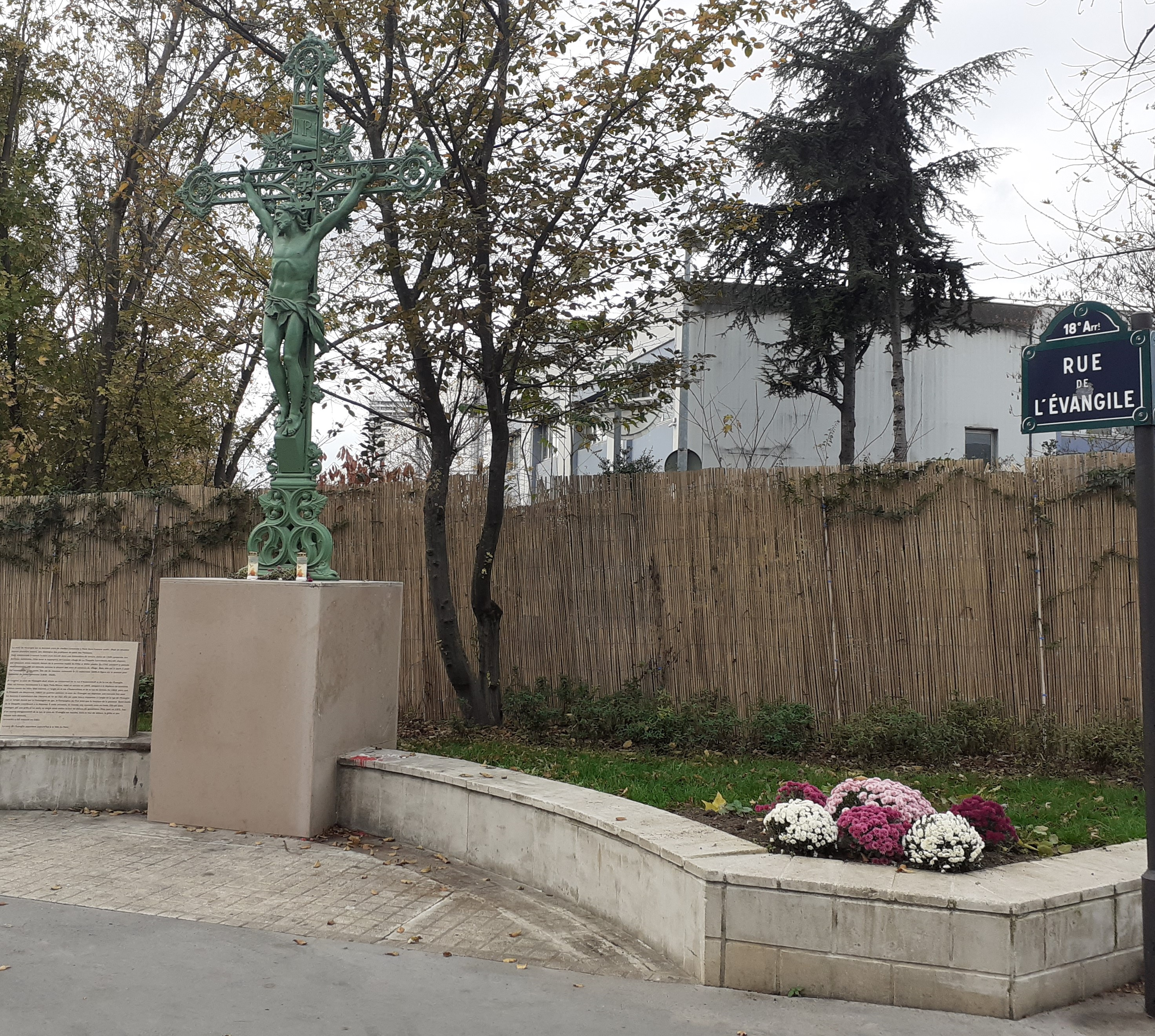
La célèbre Croix de l'Évangile, à Paris.

Les croix de carrefour sont des croix de chemin implantées à la croisée des routes. 

## Symbolique du carrefour
Le carrefour est un lieu de rassemblement, et aussi un lieu de délimitation, à la campagne, de parcelles, de fiefs, de terrains communaux. Les carrefours portent souvent des noms par lesquels les habitants des alentours peuvent se repérer.
Le carrefour, dans de nombreuses symboliques, évoque un choix pour lequel il est facile de se tromper de direction, donc de tomber sous la domination des puissances maléfiques. Comme symbole de délimitation de propriétés, on lui associe naturellement un besoin de protection. C'est aux carrefours que l'on donne ainsi un sacrifice aux dieux, souvent des offrandes d'aliments. C'est aux carrefours que les processions — dont le but est l'invocation de protections divines ou de saints — font naturellement des haltes. 
On place aux carrefours des obélisques, des pierres, des pyramides, des statues et, à l'époque contemporaine, des croix faisant office de protection des voyageurs contre l’inconnu et les mauvaises rencontres, et des habitants contre les intempéries, les maladies, les étrangers.

## Histoire des croix de carrefour
De nombreux mégalithes, employés comme repères de carrefour, ont été christianisés par l'adjonction d'une croix, ou simplement par l'incision d'un symbole chrétien. Plusieurs conciles ordonnent de détruire ces monuments païens, mais on choisit aussi de récupérer ces objets de culte et d'en changer la destination (phénomène de syncrétisme religieux). Symbole catholique très répandu du XVIe siècle à nos jours, certaines sont donc d’origines très anciennes, et le monument actuel est proclamé trésor national ou monument historique.
Aux croix en bois, que l’on remplaçait pieusement et solennellement lorsqu’elles tombaient, ont succédé des croix monumentales en pierre, œuvres de tailleurs de pierre de la région. Ces artisans ont pu, grâce aux dons de paroissiens, assurer une meilleure longévité à ces témoins. Elles sont autant de traces d'un art populaire, dans les campagnes plus pauvres notamment, où il n'était pas possible de financer l'installation d'un monument transporté de loin.

## Fonctions de ces croix
Les croix de carrefour, comme les croix de chemin, se sont multipliées au XIXe siècle et étaient particulièrement destinées à marquer les limites d'une paroisse et de ses différents hameaux. Certaines servent de pauses pendant des processions ou des rogations où le curé en tête, muni en plus d'une croix processionnelle, s'arrête bénir les prés et les champs, appelant de bonnes récoltes.
En plus de leur usage religieux, ces croix ont un rôle de guide pour les voyageurs et d'indicateur pour les habitants : quand le croisement est sous la neige, la croix continue d'indiquer leur position. On en compte ainsi, au Québec, plus de 3 000.

## Source
- Diane Joly, « Les croix de chemin », Encyclopédie du patrimoine culturel de l'Amérique française (consulté le 19 août 2013)